# Bosc de Volpelleres
El bosc de Volpelleres és un bosc mediterrani centenari d'una extensió aproximada de 15 ha. entre els barris de Coll Favà, Sant Domenec i Volpelleres de Sant Cugat del Vallès, Catalunya. És un hàbitat d'interès comunitari a més d'un bosc singular segons un estudi de la Àrea Metropolitana de Barcelona en col·laboració amb el CREAF.

## Geografia
El bosc de Volpelleres és un petit bosc amb característiques molt similars a les del veí parc natural de Collserola. Es situa al voltant del torrent del mateix nom que antigament proveïa d'aigua al Monestir de Sant Cugat mitjançant la Mina dels Monjos. En el cor del bosc, en les proximitats del torrent de Volpelleres es concentra la vegetació de ribera, de gran valor ecològic. Amb el temps s'ha incorporat al conjunt arbori original les terres anteriorment ocupades per cultius, que en l'actualitat presenten una vegetació formada principalment per pins “Pinus halepensis”.
El bosc es troba delimitat per dos vials a la seva zona nord-oest: l'avinguda de la Via Augusta, situada al nord, i el carrer Alfons d'Aragó a l'oest, on hi ha l'actual entrada al recinte. Al sud del parc trobem la línia ferroviària de Rodalies de Renfe R8 (Granollers - Martorell), que discorre paral · lela a la Ronda Nord de Sant Cugat. El límit est correspon topogràficament amb el llit del torrent de Volpelleres, a l'altra banda del qual trobem diversos edificis d'equipaments pertanyents al CEIP Pins del Vallès i al Centre d'Alt Rendiment Esportiu.

## Vegetació
La porció de vegetació situada a la llera del torrent i al seu voltant ha conservat les característiques originals del bosc de ribera, es tracta d'un bosc ben constituït format per alzines (Quercus rotundifolia, Quercus ilex), roures (Quercus petraea, Quercus pubescens, Quercus cerrioides), pi blanc (Pinus halepensis), oms (Ulmus minor) i àlbers (Populus alba, Populus nigra) principalment.
Al sotabosc hi trobem sanguinyol (Cornus sanguinea), vidiella (Clematis flammula), olivereta (Ligustrum vulgare), arítjol (Smilax aspera), roldor (Coriaria myrtifolia), marfull (Viburnum tinus), així com molsa (Hypnum cupressiforme), cua de cavall (Equisetum telmateia), heura (Hedera helix), esparrecs bords (Orobanche hederae) i maxim (Carex pendula) entre d'altres.
La zona més jove i seca consisteix en una pineda de pi blanc amb exemplars de roures, alzines i algun pi pinyer (Pinus pinea) que presenta un sotabosc amb espècies arbustives típiques com l’aladern (Rhamnus alaternus), garric (Quercus coccifera), lentiscle (Pistacia lentiscus), rogeta (Rubia peregrina), galzeran (Ruscus aculeatus), esparreguera silvestre (Asparagus acutifolius), llorer (Laurus nobilis), molsa d'estrelles i matapoll (Daphne gnidium) entre d'altres.
Finalment, a les zones més obertes, però no per això menys importants, es poden trobar arç blanc, (Crataegus monogyna), romaní (Rosmarinus officinalis), ginesta (Spartium junceum), esbarzer (Rubus ulmifolius), gatosa (Ulex parviflorus), estepa blanca (Cistus albidus), cards (Silybum marianum, Galactites elegans, Echinops ritro, Cirsium vulgare), fonoll (Foeniculum vulgare), orenga (Origanum vulgare), roser silvestre (Rosa canina) i lledoner (Celtis australis) entre d'altres.
Hererència del seu passat agrícola són alguns exemplars puntuals d'arbres fruiters com oliveres, ametllers i figueres.

## Fauna
La varietat d'ambients (bosc mediterrani, de ribera, pineda i zones obertes) propicia el fet que la població animal sigui diversa i abundant. Mitjançant càmeres de fototrampeig s'han pogut observar la presència dels mamífers nocturns del parc: la guineu, la geneta, el senglar i el toixó. L'habiten també altres espècies de bosc mediterrànies com l'esquirol, el conill, el gripau comú, la granota verda, la serp blanca, la serp verda i nombroses espècies d'ocells com puput, òliba, gaig, picot garser gros, picot verd, rossinyol, mallarengues (blava, petita, emplomallada, carbonera), pit-roig, pinsà, raspinell comú, mosquiter, tallarol capnegre i merla entre molts altres.

## Història i ocupació humana
La petjada humana és evident a l'entorn del bosc, tant per la modificació del paisatge, com per la presència de construccions tant modernes com antigues que s'hi troben.
Per sota del bosc, en paral·lel al torrent transcorre la Mina dels Monjos que antigament proveïa aigua al Monestir de Sant Cugat a través del Pont de Can Vernet. Es tracta d'un element d'interès cultural a la ciutat.
Les fotografies aèries de mitjans del segle XX mostren com el bosc, envoltat de camps de cultiu, estava reduït a la zona adjacent al torrent fins a finals dels anys 70, quan s'observa la proliferació de pins als terrenys anteriorment usats per a cultius.
L’any 1706 es va construir la masia que li dona el nom al bosc, la Masia de Can Vulpalleres que es va enderrocar l’any 1973.
L’any 1975 va entrar en funcionament la segona escola de Sant Cugat, que avui coneixem com a Pins del Vallès.
L’any 1987 es va inaugurar el CAR i el 1988 va començar a funcionar el seu propi institut, l'INS Centre d'Alt Rendiment Esportiu.
L’any 2002 s'aprovava la modificació urbanística del barri de Volpelleres malgrat les reivindicacions ecologistes.
L’any 2007 es va realitzar una modificació puntual del PGM per complir amb una sentència del TSJC contra la modificació del PGM del 2002 i per garantir “la preservació de la qualitat ambiental del bosc de Volpelleres; la garantia de màxima protecció dels arbres existents a la zona, especialment els roures, alzines i pins exemplars”.
Al gener de 2010 es va inaugurar en ple bosc un circuit de cros de 1.500 m. dissenyat per tècnics del Centre d'Alt Rendiment.
L’any 2011 es va realitzar una ampliació del CAR per acollir un nou mòdul esportiu.
L'abril del 2017 es va començar a construir l'institut Leonardo da Vinci no sense l'oposició d'un grup de santcugatencs per ubicar-se a l'entorn del bosc de Volpelleres. Al juny del mateix any s'aprova al Ple una moció institucional sobre la protecció del Bosc de Volpelleres.
L'agost del 2019 es va pavimentar el camí del bosc que constituïa el circuit de cros i es va construir una “caseta de manteniment”. Des d'aleshores els serveis de parcs i jardins bufen les fulles del camí del bosc periòdicament.
L'escola La Mirada, que des del 2016 imparteix les classes en mòduls al barri de Volpelleres, estava previst que es construís dins l'entorn del bosc, en un terreny erm adjacent a l'Institut Leonardo da Vinci. El 2020 es va anunciar la nova ubicació per a l'escola La Mirada, uns metres més al nord, a la zona boscosa. Això va provocar la manifestació al ple d'Extinction Rebellion. i la formació de la plataforma SOS Bosc que juntament amb ADENC treballen per evitar que l'escola es construeixi al bosc.
Al gener 2021 L'Oficina Territorial d'Acció i Avaluació Ambiental emet un informe desfavorable a l'emplaçament de la Mirada.
Al novembre 2022 es paralitzen els treballs que havien començat al bosc per començar la construcció de l'escola. El Jutjat Contenciós de Barcelona va acceptar les mesures cautelars per a un dels recursos presentats pels col·lectius ecologistes.